# Adu Celso Santos
Eduardo "Adu" Celso Santos (7 augustus 1945 – 6 februari 2005) was een Braziliaans motorcoureur.
Celso Santos was een populaire rijder op de Grand Prix circuits gedurende de eerste helft van de jaren zeventig.
In 1973 behaalde hij zijn enige overwinning in een race tellend voor de wereldkampioen in de klasse tot 350 cc.

## Resultaten in GP's
| jaar | klasse | Merk   | plaats in eindrangschikking | aantal overwinningen | hoogste klassering |
| ---- | ------ | ------ | --------------------------- | -------------------- | ------------------ |
| 1972 | 350 cc | Yamaha | 14                          | -                    | 4                  |
| 1973 | 250 cc | Yamaha | 12                          | -                    | 3                  |
| 1973 | 350 cc | Yamaha | 7                           | 1                    |                    |
| 1974 | 350 cc | Yamaha | 45                          | -                    | 9                  |
| 1975 | 350 cc | Yamaha | 17                          | -                    | 3                  |
| 1975 | 500 cc | Yamaha | 41                          | -                    | 9                  |